# Park Narodowy Alpine
Park Narodowy Alpine (ang. Alpine National Park) – park narodowy położony w stanie Wiktoria w Australii. Zajmuje powierzchnię 6460 km² i jest największym parkiem narodowym w tym stanie. Park podzielony jest na cztery sektory: Wonnangatta-Moroka, Bogong, Tingaringy-Cobberas i Dartmouth. Na południowym wschodzie graniczy z Parkiem Narodowym Kościuszki w Nowej Południowej Walii.
Park Narodowy Alpine w latach 2003 i 2006/2007 padł ofiarą pożarów. Spłonęło ponad 10 000 km² lasu. Przyczyną pożaru były wyładowania atmosferyczne.